# Anodonthyla emilei
Anodonthyla emilei é uma espécie de anfíbio anuros da família Microhylidae. Está presente em Madagáscar. Não foi ainda avaliada pela UICN.